# دیپلمات
دیپلمات به فردی گفته می‌شود که دارای یک مقام رسمی از سوی دولت خود بوده و مسئولیت اجرای تصمیمات مربوط به سیاست خارجی را بر عهده دارد. دیپلمات فردی منصوب شده از سوی یک دولت است تا امور دیپلماسی را با دولت یا دولت‌های دیگر یا با سازمان‌های بین‌المللی اداره نماید.
وظایف اصلی دیپلمات‌ها، بیان دیدگاه‌ها و حفظ منافع ملت‌های تابع دولت مذکور، تدوین و برقراری پیمان‌های راهبردی، انجام مذاکرات و رسیدن به توافق‌ها، و ارتقای روابط اطلاعاتی، تجاری و اقتصادی، فناوری و دوستی با سایر دولت‌ها است. دیپلمات‌های صاحب‌نام معمولاً در سازمان‌های بین‌المللی (مانند ملل متحد) و نیز شرکت‌های چند ملیتی به سبب تجارب مدیریتی و مهارت در مذاکره بکار گرفته می‌شوند. دیپلمات‌ها عضوی از روابط خارجی و گروه‌های دیپلماتیک ملت‌ها محسوب می‌شود.
دیپلمات باید فردی برخوردار از زمینه‌های ذاتی برای انجام امور سیاسی باشد. شم سیاسی ویژگی درونی است که هم چون بسیاری از امور ذاتی دیگر نزد اشخاص مختلف متفاوت می‌باشد. دیپلمات باید همواره مراقب آن باشد که در جریان رفتارها یا سخنانش، اسرار کشور را فاش نسازد. دیپلمات‌ها دارای قدیمی‌ترین پیشینه در تشکیلات سیاست خارجی دولت‌ها هستند که در طول قرن‌ها در مقام وزرای امور خارجه و سفیر انجام وظیفه نموده‌اند. این افراد معمولاً از مصونیت دیپلماتیک برخوردار هستند.

## واژه‌شناسی
دیپلمات از واژهٔ یونانی διπλωμάτης (diplōmátēs) گرفته شده که به معنای نگهدارندهٔ دیپلم (یک برگهٔ تاخورده) است؛ اما در اینجا منظور یک گواهی تحصیلی نیست، بلکه بیانگر نامه‌ای رسمی است که به او امکان انجام وظایف دیپلماتیک از سوی یک کشور یا سازمان را در کشور یا سازمان دیگر فراهم می‌کند.

## دیپلمات حرفه‌ای و مقام منصوب
«دیپلمات حرفه‌ای» اصطلاحی است که در اشاره به کادر متخصص دستگاه دیپلماتیک یک کشور به کار می‌رود.
در مقابل، ممکن است تصمیم‌گیران یک کشور در هنگام انتصاب مقامات دیپلماتیک، به دلایلی اقدام به انتخاب افرادی بدون سابقه و تخصص دیپلماتیک (مانند سیاستمداران، نظامیان یا عناصر اطلاعاتی) بکنند. بدنه دستگاه دیپلماسی کشورها معمولاً با چنین انتصاب‌هایی مخالف هستند و گاهی این افراد توسط رهبران سیاسی به وزیران خارجه تحمیل می‌شوند.
دیپلمات‌های حرفه‌ای پیش از اعزام به مأموریت، آموزش‌های ویژه‌ای را پشت سر می‌گذرانند و به دلیل زندگی در کشورهای خارجی، با زبان و فرهنگ آن‌ها آشنایی زیادی کسب می‌کنند؛ امری که معمولاً برای افراد خارج از دستگاه دیپلماسی میسر نیست. با این حال، نمونه‌هایی از سفیران سیاسی وجود دارد که با آداب سیاست خارجی و کشور محل خدمت خود آشنایی قبلی داشته‌اند یا حتی بدون آشنایی بسیار موفق‌تر از دیپلمات‌های حرفه‌ای عمل کرده‌اند.
طبق تحقیقی که یک سندیکای آمریکایی به نام افسا (AFSA) منتشر کرده، در میان سفیران منصوب‌شده در دولت باراک اوباما، ۶۹٫۷٪ دیپلمات حرفه‌ای و ۳۰٫۳٪ رجال سیاسی بوده‌اند؛ در حالی که بیشتر پست‌های پرطرفدار نصیب سیاسیون شده‌است.

### منصوبان غیردیپلمات
برخی از دلایل انتصاب افرادی غیر از دیپلمات‌های حرفه‌ای به مقام‌های دیپلماتیک به شرح زیر است:
- وثوق رئیس‌دولت: مثلاً محمد مصدق در سال ۱۳۳۱ نصرالله انتظام را به دلیل این که به او اعتماد نداشت از مقام سفارت ایران در آمریکا برکنار کرد و الله‌یار صالح –حقوقدان و سیاستمدار باسابقه‌ای که برخلاف سلف خود در سیاست خارجی تجربه نداشت ولی از یاران مورد اعتماد خود بود– را به این مقام منصوب کرد.[۷]
- دورکردن افراد از کشور: گفته می‌شود عباس امیرانتظام –از رجال سیاسی که پیشه وی مهندسی بود– به همین دلیل در سال ۱۳۵۸ توسط مهدی بازرگان به عنوان سفیر ایران در کشورهای اسکاندیناوی منصوب شد.[۸]
- پوشش امنیتی: این رویه‌ای معمول در همه کشورهاست که عناصر امنیتی و اطلاعاتی خود را با پوشش یک دیپلمات به کشوری دیگر اعزام کنند تا در صورت برملاشدن اقدامات مخفیانه‌شان از مصونیت دیپلماتیک بهره‌مند شوند.[۹]
- مأموریت فرادیپلماتیک: کشورها ممکن است مقامات امنیتی یا نظامی خود را با مأموریتی فراتر از سفارت به کشور دیگری بفرستند. به عنوان نمونه، برخی تحلیلگران معتقدند وظیفه اصلی ایرج مسجدی (سفیر فعلی ایران در عراق که سابقاً از فرماندهان ارشد سپاه قدس بوده) ایجاد هماهنگی بین گروه‌های شبه‌نظامی شیعه در این کشور است و تخصص نظامی او به این امر کمک می‌کند.[۱۰]
- اقدام نمادین: حسن روحانی در سال ۱۳۹۷ حمیرا ریگی که از مقامات محلی وزارت کشور در استان سیستان و بلوچستان (و همچنین نخستین فرماندار زن اهل سنت در تاریخ جمهوری اسلامی) بود را به عنوان سفیر ایران در برونئی انتخاب کرد. برخی از تحلیلگران معتفدند این انتصاب صرفاً دلایل نمادین دارد.[۱۱]
- مناسبات حزبی یا منافع جناحی: گاه برخی از سیاستمداران به دلیل تقسیم پست‌ها بین احزاب حاضر در یک دولت ائتلافی یا صرفاً وجود خویشاوندگماری در حزب حاکم به عنوان سفیر کشورهایشان انتخاب می‌شوند.[۱۲]

## آموزش
اغلب دیپلمات‌ها دارای مدارک دانشگاهی در رشته‌های روابط بین‌الملل، علوم سیاسی، اقتصاد، یا حقوق هستند.